# قائمة الشخصيات التي ظهرت على الطوابع البريدية في الأردن
هذه قائمة بأسماء الشخصيات التي ظهرت على الطوابع البريدية في الأردن.
هذه القائمة تصل لغاية عام 1977.
- عبد الله الأول بن الحسين من الأردن (1927)
- عبد الله الثاني بن الحسين من الأردن (1964)
- ابن الهيثم، عالم (1971)
- علياء الحسين، الملكة (1977)
- نيل أرمسترونج، رائد فضاء أمريكي (1966)
- البطريرك أثيناغوراس الأول من القسطنطينية (1964)
- ابن رشد، عالم (1971)
- ابن سينا، عالم (1971)
- فرانك بورمان، رائد فضاء أمريكي (1966)
- فاليري بيكوفسكي، رائد فضاء روسي (1965)
- سكوت كاربنتر، رائد فضاء أمريكي (1964)
- يوري غاغارين، رائد فضاء روسي (1965)
- شارل ديغول، الرئيس الفرنسي (1965)
- جون جلين، رائد فضاء أمريكي (1964)
- غوس غريسوم، رائد فضاء أمريكي (1964)
- دينا بنت عبد الحميد (1955)
- داغ همرشولد، الأمين العام للأمم المتحدة (1961، 1963، 1967)
- الأمير الحسن بن طلال (1969)
- الأميرة ثروت الحسن (1969)
- الملك الحسين بن طلال الأردن (1953)
- الحسين بن علي، شريف مكة (1963)
- محمد علي جناح، رجل دولة باكستاني (1977)
- البابا يوحنا الثالث والعشرون (1967)
- ليندون جونسون، الرئيس الأمريكي (1965، 1967)
- جون كينيدي، الرئيس الأمريكي (1964، 1967)
- ابن خلدون، عالم (1971)
- جيم لوفل، رائد فضاء أمريكي (1966)
- أندريان نيكلواييف، رائد فضاء روسي (1965)
- جواهر لال نهرو، رجل دولة هندي (1967)
- محمد رضا بهلوي، شاه إيران (1960)
- البابا بولس السادس (1964، 1967)
- بافل بوبوفيتش، رائد فضاء روسي (1965)
- رمسيس الثاني، الفرعون المصري (1964)
- والي شيرا، رائد فضاء أمريكي (1964)
- ديفيد سكوت، رائد فضاء أمريكي (1966)
- ألان شيبارد، رائد فضاء أمريكي (1964)
- توماس ستافورد، رائد فضاء أمريكي (1966)
- فالنتينا تيريشكوفا، رائد فضاء روسي (1965)
- جيرمان ستيبانوفيتش تيتوف، رائد فضاء الروسي (1965)
- ابن طفيل، عالم (1971)
- وصفي التل، رئيس الوزراء (1972)